# Nebaliella extrema
Nebaliella extrema är en kräftdjursart. Nebaliella extrema ingår i släktet Nebaliella och familjen Nebaliidae. Inga underarter finns listade i Catalogue of Life.